# Toledo (Ohio)
Toledo – miasto (city) w Stanach Zjednoczonych, w północno-zachodniej części stanu Ohio, ośrodek administracyjny hrabstwa Lucas, położone na zachodnim krańcu jeziora Erie, nad ujściem rzeki Maumee. W 2020 roku liczba ludności miasta wynosiła 270 871, a obszaru metropolitalnego – 646 604.
Pierwsi biali osadnicy przybyli tu wkrótce po rozegranej nieopodal, zwycięskiej bitwie pod zaporą z pni (1794), która zakończyła wojnę z Indianami Północnego Zachodu. W latach 1803–1805 w miejscu obecnego centrum miasta znajdował się fort armii amerykańskiej (Fort Industry). Stałe osadnictwo rozpoczęło się po wojnie roku 1812, założone zostały dwie wsie – Port Lawrence (1817) i Vistula (1832), które w 1833 roku połączone zostały tworząc miasto Toledo, nazwane tak od miasta w Hiszpanii.
W 1835 roku miasto wraz z okolicznym terytorium było przedmiotem sporu między władzami stanu Ohio oraz Terytorium Michigan (tzw. wojna o Toledo), który zakończył się przyłączeniem tego obszaru do Ohio. Toledo rozwinęło się jako ośrodek przemysłowy, czemu sprzyjało wybudowanie w latach 30. i 40. XIX wieku linii kolejowej oraz kanałów Wabash and Erie Canal i Miami and Erie Canal. W 1844 roku w pobliżu odkryte zostały złoża ropy naftowej i gazu ziemnego. W mieście rozwinął się przemysł samochodowy (zakłady produkcyjne Jeep), maszynowy, metalowy, chemiczny, lotniczy, spożywczy, elektrotechniczny, szklarski, rafineryjny oraz hutniczy. Toledo jest ważnym portem towarowym w obrębie Wielkich Jezior.
Mieści się tu uniwersytet (University of Toledo, zał. 1872) oraz muzeum sztuki (Toledo Museum of Art). W Toledo znajduje się rzymskokatolicka katedra Matki Bożej Różańcowej.

## Demografia
| Toledo Rozwój demograficzny miasta Źródło |         |                         |
| Rok                                       | Ludność | Ranking wśród miast USA |
| 1860                                      | 13 768  | 68                      |
| 1870                                      | 31 584  | 40                      |
| 1880                                      | 50 137  | 35                      |
| 1890                                      | 81 434  | 34                      |
| 1900                                      | 131 822 | 26                      |
| 1910                                      | 168 497 | 30                      |
| 1920                                      | 243 164 | 26                      |
| 1930                                      | 290 718 | 27                      |
| 1940                                      | 282 349 | 34                      |
| 1950                                      | 303 616 | 36                      |
| 1960                                      | 318 003 | 39                      |
| 1970                                      | 383 818 | 34                      |
| 1980                                      | 354 635 | 40                      |
| 1990                                      | 332 943 | 49                      |
| 2000                                      | 313 619 | 57                      |
| 2010                                      | 287 208 | –                       |
| 2020                                      | 270 871 | –                       |

## Miasta partnerskie
- Londrina, Brazylia
- Qinhuangdao, Chiny
- Segedyn, Węgry
- Toledo, Hiszpania
- Toyohashi, Japonia
- Tanga, Tanzania
- Delmenhorst, Niemcy
- Poznań, Polska

## Galeria

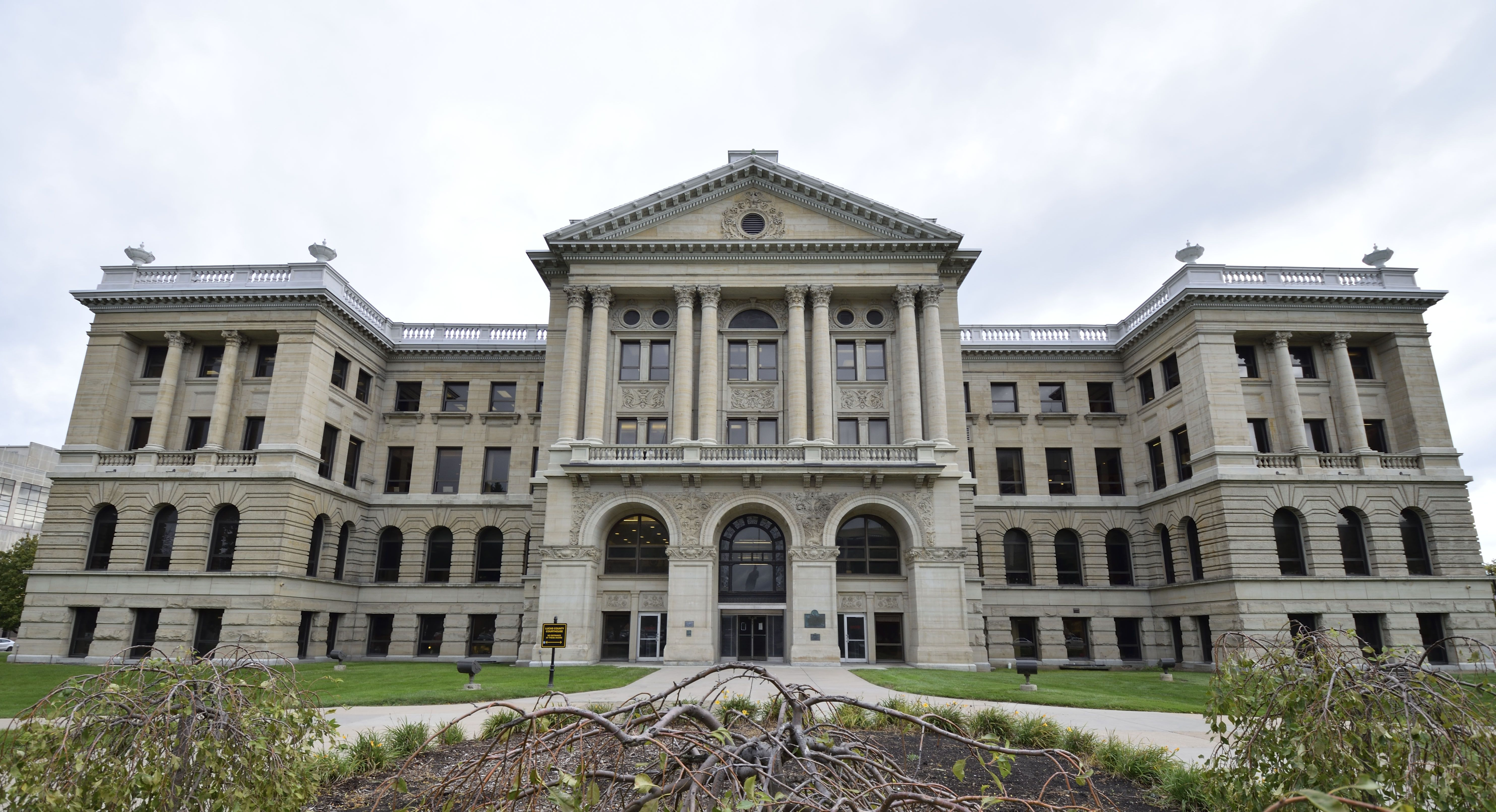
Siedziba władz hrabstwa Lucas
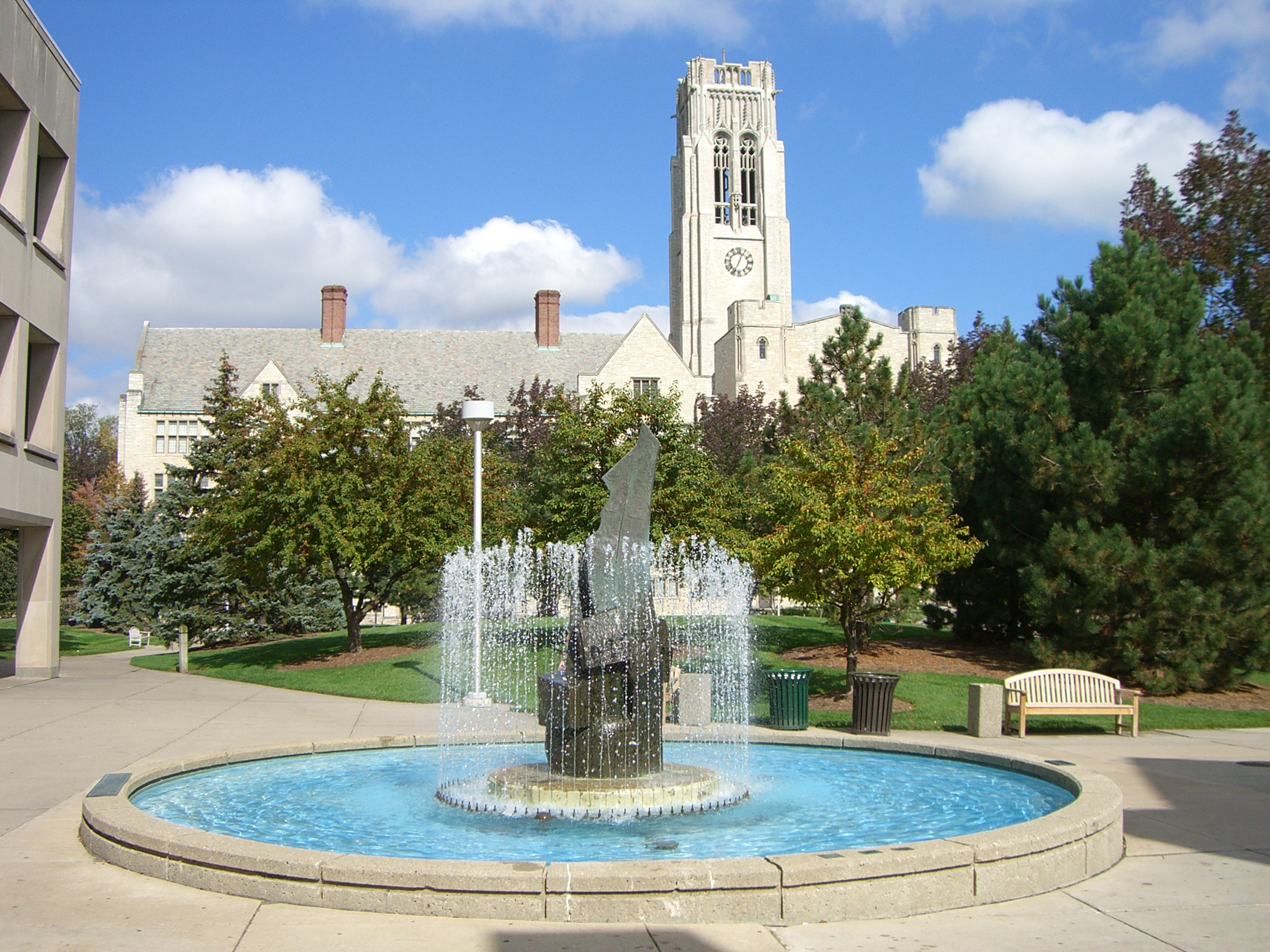
Uniwersytet w Toledo
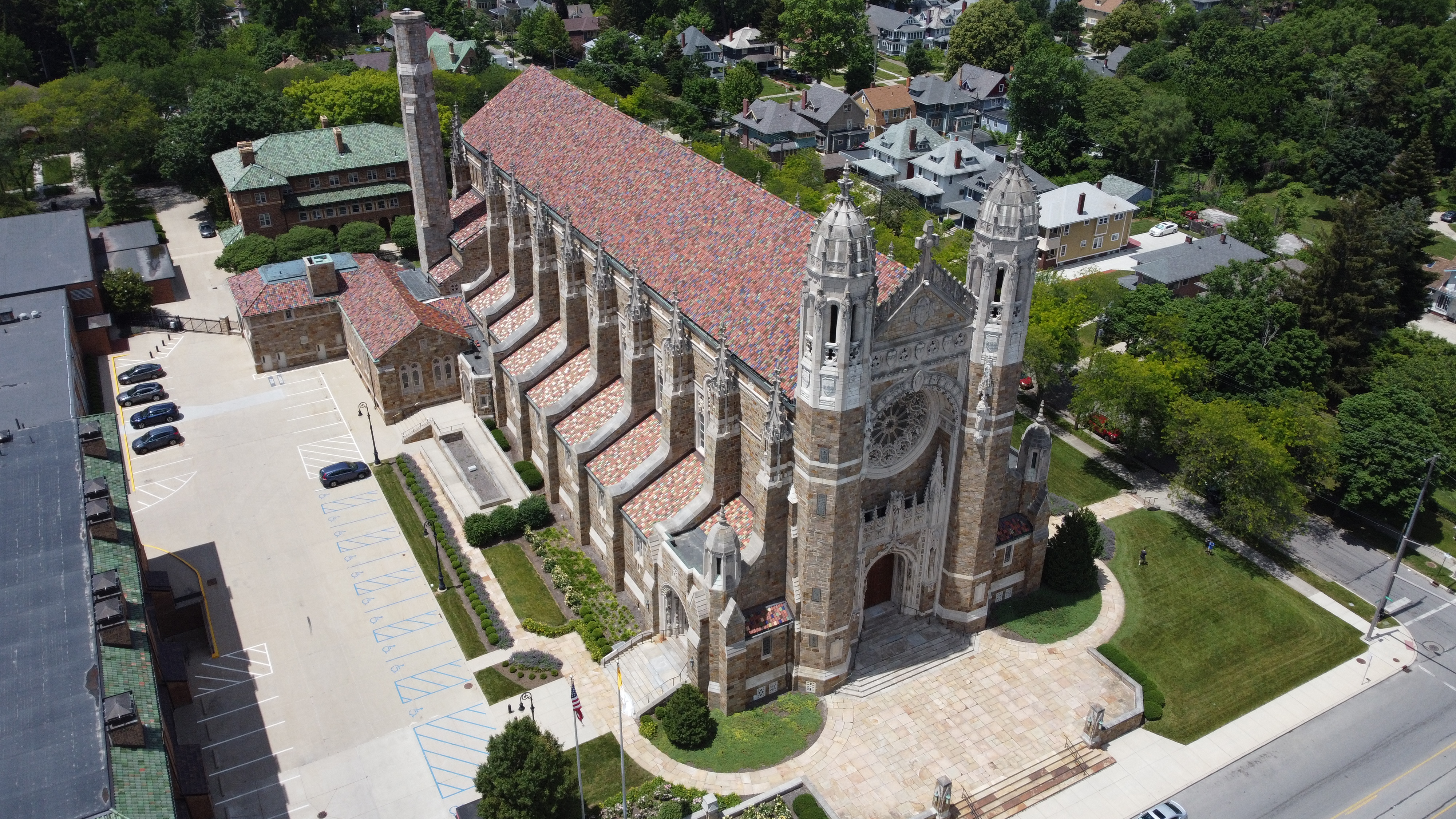
Katedra w Toledo
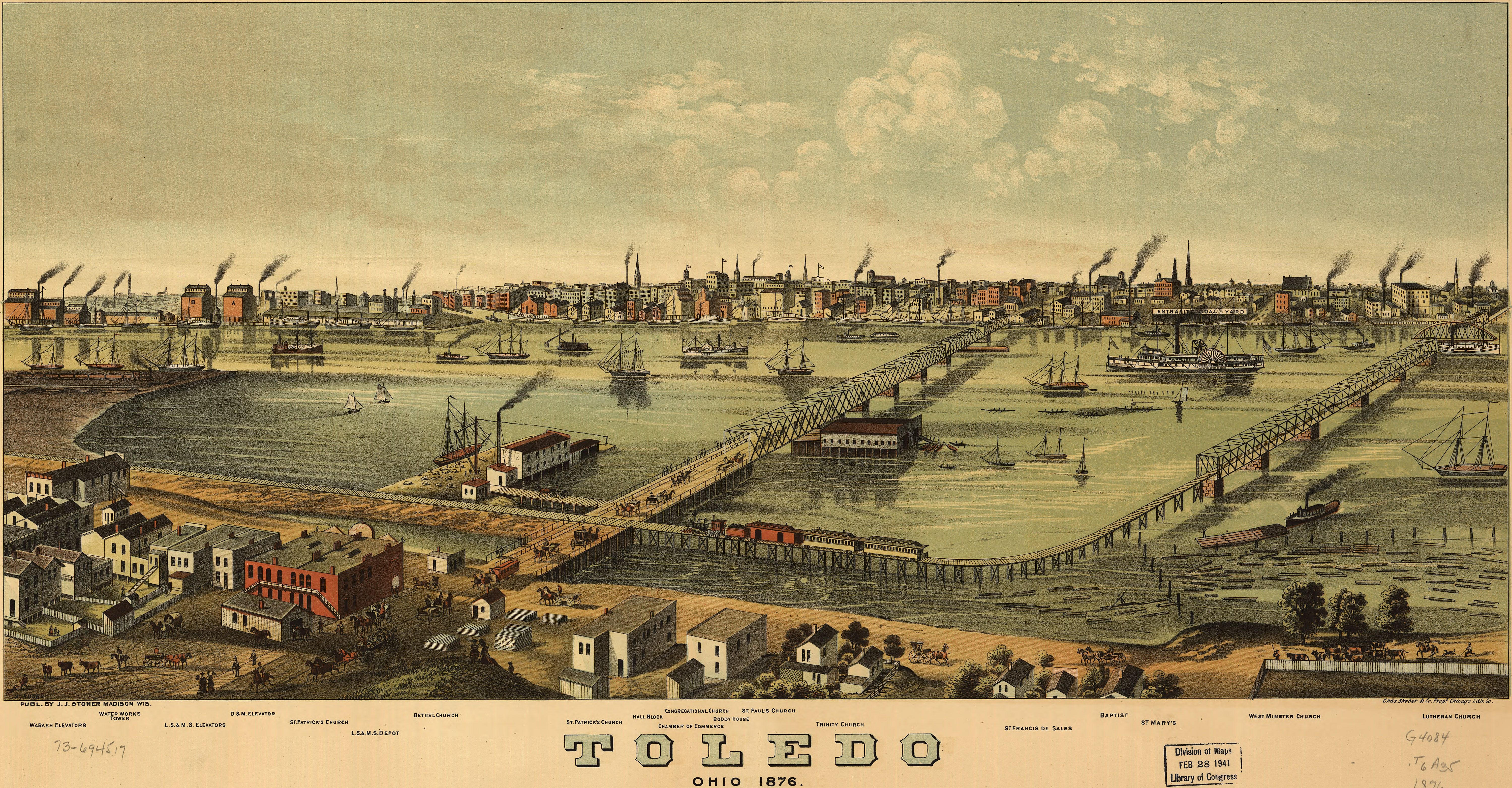
Toledo – ilustracja z 1876 roku